# Стоянський Павло Васильович
Павло́ Васи́льович Стоя́нський (3 лютого 1989 — 10 жовтня 2018) — старший солдат Збройних сил України, учасник російсько-української війни.

## Життєпис
Народився 1989 року у місті Маріуполь. Був єдиним сином у матері, виховувала його сама. Закінчив маріупольське ПТУ; працював за фахом — сантехніком. Строкову не проходив, але мріяв стати професійним військовим, захоплювався зброєю, цікавився новітніми технологіями
13 жовтня 2016 року підписав контракт на військову службу — у 1-му батальйоні «Волинь»; старший солдат, стрілець 1-го відділення 2-го взводу 2-ї роти мотопіхотного батальйону. У вільні хвилини з друзями полюбляв тренуватись в метанні ножів. Першу ротацію проходив на Луганщині — з грудня 2016 року по листопад 2017-го, зокрема — у Станиці Луганській. Допомагав матері та дідусю (помер в жовтні 2017 року). Шкодував, що не зміг потрапити на похорон дідуся. Вибув на перепідготовку у Володимир-Волинський, продовжував нести службу та пройшов курси підвищення кваліфікації. Цікавили його нові види зброї, яку охоче вивчав; з гранатомета РПГ-7В на навчальних стрільбах найкраще відстрілявся. 21 квітня 2018 року знову вирушив на фронт.
10 жовтня 2018-го загинув біля хутору Вільний — на околицях н.п. Золоте-4 (входить до складу міств Золоте Попаснянського району) від смертельного поранення у черевну порожнину кулею ворожого снайпера.
Похований у Маріуполі.
Без Павла лишилась мама.

## Нагороди та вшанування
- указом Президента України № 26/2019 від 31 січня 2019 року «за особисту мужність і самовіддані дії, виявлені у захисті державного суверенітету та територіальної цілісності України, зразкового виконання військового обов'язку» — нагороджений орденом «За мужність» III ступеня (посмертно)[1]